# Polýdroso (ort i Grekland, Thesprotia)
Polýdroso är en ort i Grekland.   Den ligger i prefekturen Thesprotia och regionen Epirus, i den nordvästra delen av landet, 300 km nordväst om huvudstaden Aten. Polýdroso ligger 692 meter över havet och antalet invånare är 154.
Terrängen runt Polýdroso är huvudsakligen kuperad, men söderut är den bergig. Runt Polýdroso är det mycket glesbefolkat, med 6 invånare per kvadratkilometer. Närmaste större samhälle är Paramythiá, 15,8 km söder om Polýdroso. I omgivningarna runt Polýdroso växer i huvudsak blandskog.